# Gastineau Channel
Het Gastineau Channel (Tlingit: Séet Ká) is een natuurlijk kanaal in de Alexanderarchipel in de Alaska Panhandle in het zuidoosten van Alaska in de Verenigde Staten. Aan het waterlichaam ligt de hoofdstad van Alaska, Juneau.

## Geografie
Gastineau Channel scheidt het vasteland van Alaska in het noordoosten van Douglas Island in het zuidwesten. Aan weerszijden van het kanaal liggen delen van de stad Juneau. In het noordwesten en zuidoosten staat het kanaal in verbinding met de Stephens Passage.
Het waterlichaam ligt in de mariene ecoregio Noord-Amerikaans Pacifisch Fjordland.

## Geschiedenis
De eerste Europeaan die het kanaal zag, was Joseph Whidbey toen hij begin augustus 1794 diende op de Vancouver-expeditie van de Royal Navy. Hij zag het eerst vanuit het zuiden en later vanuit het westen. Het is waarschijnlijk vernoemd naar John Gastineau, een Engelse civiel ingenieur en landmeter.

## Kenmerken
Het kanaal is voor grote schepen alleen bevaarbaar vanuit het zuidoosten tot aan de Douglas Bridge over een lengte van ongeveer 15,6 kilometer. Tussen de brug en Juneau International Airport is het (over een lengte van ongeveer 13 kilometer) alleen bevaarbaar voor kleinere vaartuigen en alleen bij vloed. Het kanaal wordt steeds slechter bevaarbaar vanwege de ondiepte. De twee belangrijkste oorzaken hiervoor zijn:
- Isostatische terugslag na het terugtrekken van gletsjerijs
- Sedimentatie en opvulling van het Gastineau Channel door slibachtig sediment geproduceerd door de Mendenhall Glacier en de Mendenhall River.

Als de huidige trends zich voortzetten, kan het kanaal uiteindelijk droog en/of onbevaarbaar worden.